# Wiesbaden-Südost
Südost ist ein Ortsbezirk der hessischen Landeshauptstadt Wiesbaden.
Der Stadtbezirk erstreckt sich südöstlich des Historischen Fünfecks, von der Wilhelmstraße bis zum Südfriedhof. Im Westen umfasst er das Dichterviertel, im Osten die Housing Area Hainerberg. Der Norden wird von der Bierstadter Straße begrenzt.

## Wichtige Behörden und Gebäude
Die Bebauung des 6,62 Quadratkilometer großen Stadtbezirks ist sehr heterogen und reicht von den Wohnvierteln des Historismus bis zu modernen Bürogebäuden. Im Stadtbezirk haben sich vor allem Dienstleistungsbetriebe angesiedelt.
Der Wiesbadener Hauptbahnhof wurde 1904 bis 1906 nach Plänen von Fritz Klingholz in neobarocken Formen errichtet.
Am Gutenbergplatz steht die Lutherkirche, 1908 bis 1910 im Jugendstil erbaut. Der Innenraum mit 1200 Sitzplätzen ist ellipsenförmig. Über dem Altar ist die Kanzel und darüber die Orgel. Über dem Kirchenschiff mit seiner braunen Holztäfelung verläuft ein Band grünausgemalter Bögen mit vegetabiler Ornamentik, während das Deckengewölbe in ockergelb gehalten ist.
Zahlreiche Behörden haben hier ihren Sitz. Zu diesen gehören die Hessischen Ministerien für Finanzen, Inneres, Soziales, Umwelt und Wirtschaft. Weitere bedeutende Behörden sind das Hessische Landesamt für Umwelt und Geologie, das Landeskriminalamt und das Statistische Bundesamt.

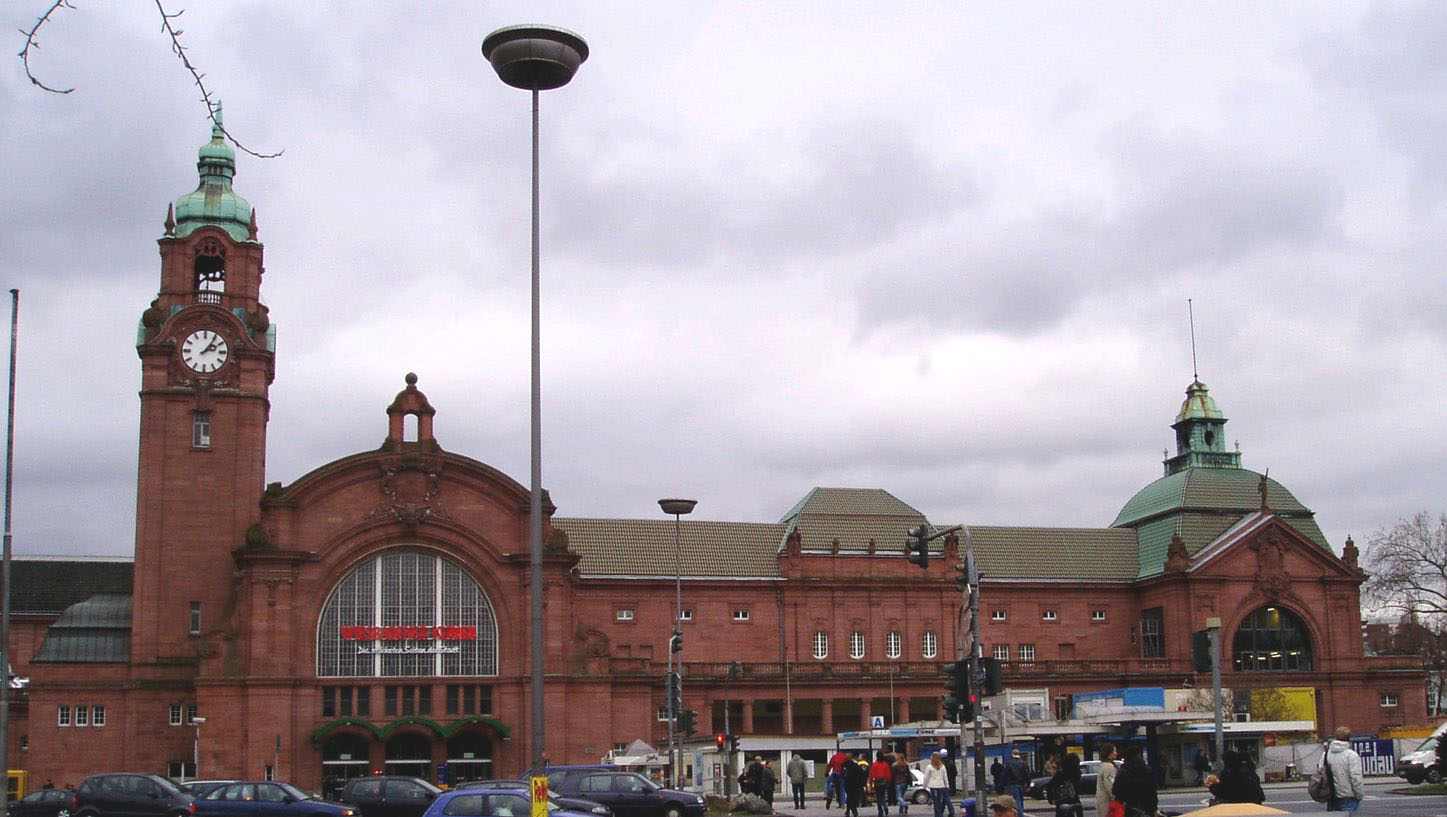
Das neobarocke Gebäude des Wiesbadener Hauptbahnhofs
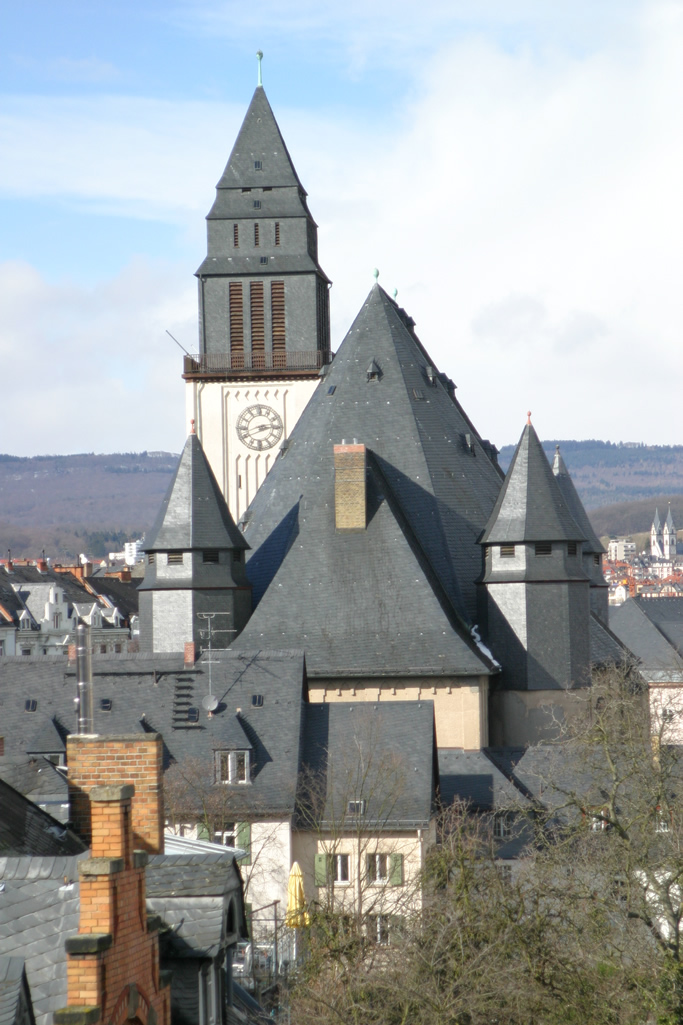
Die Lutherkirche im Dichterviertel (1912)

### Museen
Gegenüber dem neu errichteten RheinMain CongressCenter befindet sich das Museum Wiesbaden (Hessisches Landesmuseum für Kunst und Natur) in der Friedrich-Ebert-Allee.
An der Wilhelmstraße Ecke Rheinstraße entstand seit Anfang 2019 das im Juni 2024 eröffnete Museum Reinhard Ernst, das auf 7500 Quadratmetern knapp 400 Werke hochwertiger abstrakter Kunst aus der Kunstsammlung von Reinhard Ernst präsentiert. Planer war der japanische Architekt Fumihiko Maki. Gegenüber an der Friedrich-Ebert-Allee steht das Museum Wiesbaden – Hessisches Landesmuseum für Kunst und Natur.
In der Wilhelmsstraße befindet sich der Nassauische Kunstverein mit seinen Ausstellungsräumen.

### Kultur und Sport
Außerdem befinden sich in diesem Stadtviertel das Wiesbadener Jugend- und Kulturzentrum Schlachthof, wie auch die Brita-Arena, die Spielstätte des Fußballdrittligisten SV Wehen Wiesbaden.

## Der Ortsbeirat Wiesbaden-Südost
Am 29. April 2021 wurde mit Alexander Scholz (Grüne) ein neuer Ortsvorsteher gewählt.

### Wahlergebnisse Ortsbeirat Wiesbaden-Südost
| Ortsbeiratswahl Südost 2021Wahlbeteiligung: 46,0 % 403020100 31,0 %24,3 %19,7 %17,8 %7,2 % GrüneCDUSPDFDPLinkeGewinne und Verlusteim Vergleich zu 2016 %p 10 8 6 4 2 0 −2 −4 −6 −8+9,6 %p−3,4 %p−6,9 %p−0,1 %p+0,7 %pGrüneCDUSPDFDPLinke | Sitzverteilung im Ortsbeirat Südost 2021Insgesamt 15 Sitze - Linke: 1 - SPD: 3 - Grüne: 5 - CDU: 3 - FDP: 3 |

Seit 1972 wird zeitgleich, aber unabhängig davon, mit den Wahlen zur Wiesbadener Stadtverordnetenversammlung der Ortsbeirat Wiesbaden-Südost gewählt.
|      | CDU  | SPD  | GRÜNE | FDP  | REP | LiLi | Linke | Freie Wähler | Wahlbeteiligung |
| ---- | ---- | ---- | ----- | ---- | --- | ---- | ----- | ------------ | --------------- |
| 2021 | 24,3 | 19,7 | 31,0  | 17,8 | –   | –    | 7,2   | –            |                 |
| 2016 | 27,7 | 26,6 | 21,4  | 17,9 | –   | –    | 6,5   | –            | 47,9            |
| 2011 | 34,9 | 26,0 | 24,8  | 6,6  | –   | –    | 3,9   | 3,7          | 44,6            |
| 2006 | 40,6 | 26,8 | 16,8  | 11,5 | –   | 4,3  | –     | –            | 40,8            |
| 2001 | 40,0 | 31,8 | 13,4  | 11,3 | 3,5 | –    | –     | –            | 48,6            |
| 1997 | 42,1 | 32,0 | 16,6  | 5,1  | –   | –    | –     | 4,2          | 61,0            |
| 1993 | 36,7 | 29,6 | 16,5  | 9,5  | –   | –    | –     | 7,6          | 66,3            |
| 1989 | 37,6 | 42,4 | 11,2  | 8,9  | –   | –    | –     | –            | 71,4            |
| 1985 | 46,8 | 36,7 | 8,5   | 8,0  | –   | –    | –     | –            | 68,8            |
| 1981 | 53,4 | 35,4 | –     | 11,1 | –   | –    | –     | –            | 66,1            |
| 1977 | 57,0 | 35,1 | –     | 8,0  | –   | –    | –     | –            | 71,9            |
| 1972 | 46,0 | 43,1 | –     | 10,9 | –   | –    | –     | –            | 74,0            |

|      | CDU | SPD | GRÜNE | FDP | FWG | LiLi | Linke | Gesamt |
| ---- | --- | --- | ----- | --- | --- | ---- | ----- | ------ |
| 2021 | 3   | 3   | 5     | 3   | –   | –    | 1     | 15     |
| 2016 | 4   | 4   | 3     | 3   | –   | –    | 1     | 15     |
| 2011 | 5   | 4   | 4     | 1   | –   | –    | 1     | 15     |
| 2006 | 6   | 4   | 2     | 2   | –   | 1    | –     | 15     |
| 2001 | 6   | 5   | 2     | 2   | –   | –    | –     | 15     |
| 1997 | 7   | 5   | 2     | 1   | –   | –    | –     | 15     |
| 1993 | 6   | 4   | 3     | 1   | 1   | –    | –     | 15     |
| 1989 | 6   | 6   | 2     | 1   | –   | –    | –     | 15     |
| 1985 | 7   | 6   | 1     | 1   | –   | –    | –     | 15     |
| 1981 | 8   | 5   | –     | 2   | –   | –    | –     | 15     |
| 1977 | 9   | 5   | –     | 1   | –   | –    | –     | 15     |
| 1972 | 7   | 7   | –     | 1   | –   | –    | –     | 15     |